# Headlines and Deadlines: The Hits of a-ha
Headlines and Deadlines – The Hits of a-ha es un álbum recopilatorio de a-ha que recoge una selección de los éxitos y sencillos de la banda entre 1985 y 1991, desde Hunting High and Low hasta East of the Sun, West of the Moon. El álbum incluye además una canción nueva "Move to Memphis."
El álbum fue lanzado el 4 de noviembre de 1991 por Warner Bros. Records, promocionado por el nuevo sencillo "Move to Memphis" y posteriormente al lanzamiento por el sencillo "The Blood That Moves the Body '92" que incluye tres remezclas del tema original, aunque no llegó a ser incluido en el recopilatorio sino que se mantuvo la versión original del álbum Stay on These Roads.

## Listado de canciones
1. "Take on Me" (extraída del álbum Hunting High and Low).
2. "Cry Wolf" (extraída del álbum Scoundrel Days).
3. "Touchy!" (extraída del álbum Stay on These Roads).
4. "You Are the One (Remix)" (extraída del álbum Stay on These Roads).
5. "Manhattan Skyline" (extraída del álbum Scoundrel Days).
6. "The Blood That Moves the Body" (extraída del álbum Stay on These Roads).
7. "Early Morning" [*] (extraída del álbum East of the Sun, West of the Moon).
8. "Hunting High and Low (Remix)" (extraída del álbum Hunting High and Low).
9. "Move to Memphis"
10. "I've Been Losing You" (extraída del álbum Scoundrel Days).
11. "The Living Daylights" (extraída del sencillo "The Living Daylights").
12. "Crying in the Rain" (extraída del álbum East of the Sun, West of the Moon).
13. "I Call Your Name" (extraída del álbum East of the Sun, West of the Moon).
14. "Stay on These Roads" (extraída del álbum Stay on These Roads).
15. "Train of Thought (Remix)" [*] (extraída del álbum Hunting High and Low).
16. "The Sun Always Shines on T.V." (extraída del álbum Hunting High and Low).

[*] No incluidas en la versión en vinilo.

## Video
La edición en video del álbum fue lanzada en VHS y Laserdisc en 1991 en Europa, Japón y Sudáfrica por Warner Music Vision. Fue posteriormente editado en DVD en 1999 en los mismos territorios además de Australia y reeditado en 2005 para acompañar el lanzamiento del recopilatorio The Singles 1984-2004 con un rediseño de portada similar a ese álbum. Fue reeditado una vez más en un pack junto al DVD Live at Vallhall: Homecoming.
Contiene en su mayoría las mismas canciones que la versión en CD/LP y son los videos promocionales de los sencillos correspondientes, excepto donde se indica.
1. "Introduction" (dirigido por Lauren Savoy para Swinglong Ltd.)
2. "Take on Me" (dirigido por Steve Barron para Limelight Productions; animación por Michael Patterson).
3. "Cry Wolf" (dirigido por Steve Barron para Limelight Productions).
4. "Touchy!" (dirigido por Kevin Moloney para Siren Pictures).
5. "You Are the One" (dirigido por Damon Heath para Siren Pictures).
6. "Manhattan Skyline" (dirigido por Steve Barron para Limelight Productions).
7. "The Blood That Moves the Body" (dirigido por Andy Morahan para Vivid Productions).
8. "There's Never a Forever Thing" [*]  (dirigido por Lauren Savoy para Swinglong Ltd.)
9. "Early Morning" (dirigido por Michael Burlingame para Calhoun Productions; metraje en b/n por Lauren Savoy para Swinglong Ltd.)
10. "Hunting High and Low" (dirigido por Steve Barron para Limelight Productions).
11. "I've Been Losing You" [**] (dirigido por Odd Arvid Strømstad para NRK TV).
12. "Crying in the Rain" (dirigido por Steve Barron para Limelight Productions).
13. "I Call Your Name" (dirigido por Lauren Savoy para Swinglong Ltd.)
14. "Stay on These Roads" (dirigido por Andy Morahan para Vivid Productions).
15. "Sycamore Leaves" [**] (dirigido por Odd Arvid Strømstad para NRK TV).
16. "Train of Thought" (dirigido por Candace Reckinger y Michael Patterson; animación por Michael Patterson).
17. "The Sun Always Shines on T.V." (dirigido por Steve Barron para Limelight Productions).
18. "Move to Memphis" [***] (dirigido por Erick Ifergan para Limelight Productions).

[*] La canción no fue publicada como sencillo, pero en 1991 se grabó un video con ella que trata sobre el sinhogarismo.
[**] Versión en directo para NRK TV Special (1991). Aunque sí existe un video promocional de "I've Been Losing You" dirigido por Knut Bry realizado con metraje de la gira de a-ha en Estados Unidos en 1986, fue sustituido en su lugar por esta versión en directo.
[***] No incluida en VHS.